# Avenida Francisco de Orellana

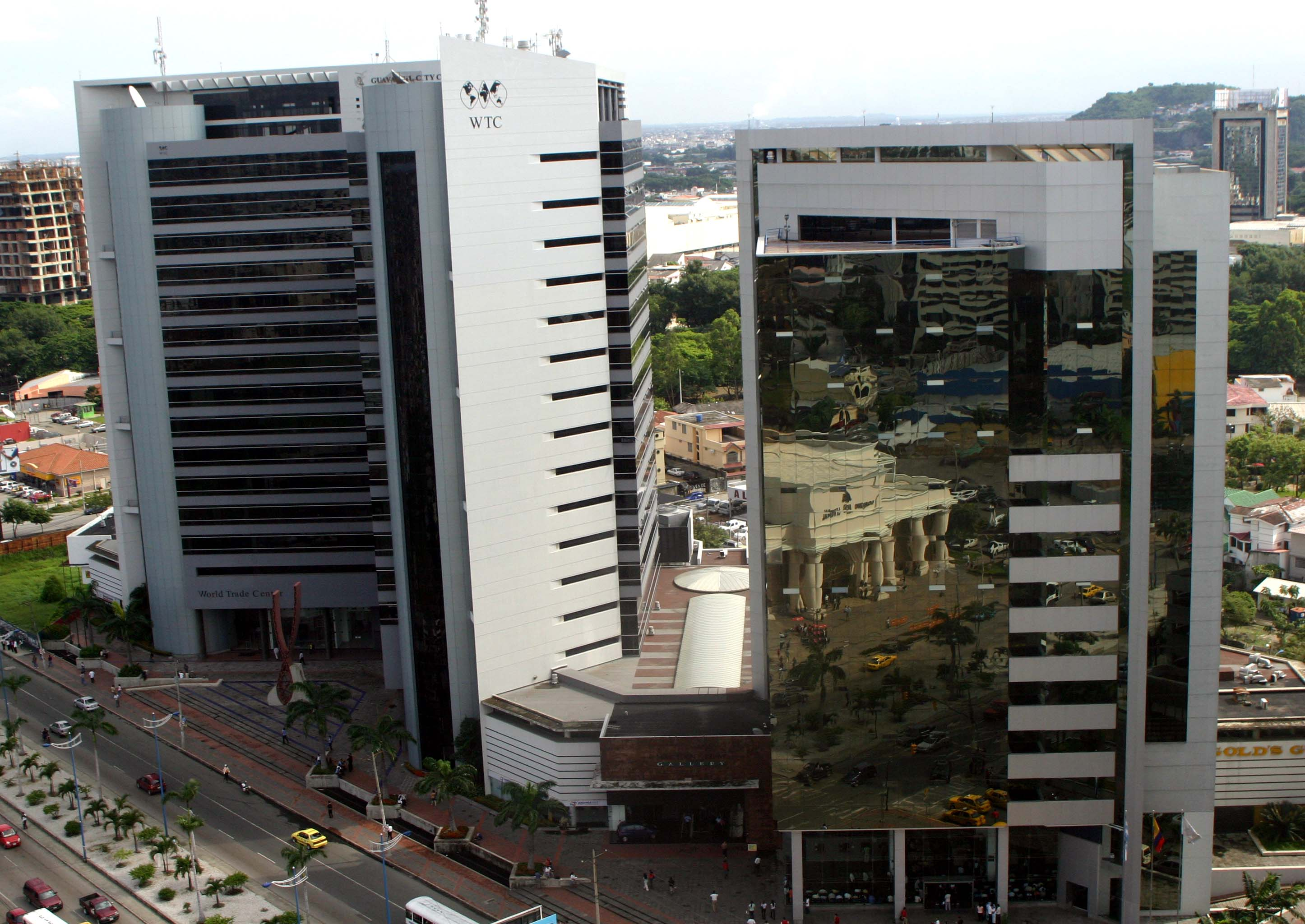
Edificios del World Trade Center de Guayaquil, ubicados en la avenida Francisco de Orellana.

La Francisco de Orellana es una de las principales arterias viales del norte de la ciudad de Guayaquil, en la República del Ecuador. Fue nombrada así en honor al fundador definitivo de la ciudad el Capitán Francisco de Orellana, quien también descubrió en lo posterior el río Amazonas. A lo largo de la avenida se puede encontrar algunos de los edificios más altos de la ciudad. En el segmento que abarca entre la Av. Luis Plaza Dañín y la Av. Juan Tanca Marengo sirve como eje comercial del norte de Guayaquil al igual que la Avenida Nueve de Octubre del centro, con la diferencia que en esta solo se pueden encontrar oficinas y matrices de varias empresas privadas, hoteles de primera clase, entre otros.
La Orellana, conocida así comúnmente, se extiende desde el extremo norte de la ciudad en el puente que conduce a las afueras de la ciudad en la Autopista Guayaquil-Daule hasta su intersección con la Avenida Luis Plaza Dañín, a partir de la cual cambia de nombre al de Avenida del Periodista.
Fue inaugurada en 2002, como la más grande vía urbana del país hasta la fecha.